# Simão Pedro Chiovetti
Simão Pedro Chiovetti (Tapira, 5 de maio de 1964), mais conhecido como Simão Pedro, é um professor universitário com graduação em filosofia e mestre em sociologia política e político brasileiro, filiado ao Partido dos Trabalhadores (PT).
Nas eleições de 2022, foi eleito deputado estadual por São Paulo. Todavia, em julho de 2025, perdeu o mandato por decisão do TRE, por alteração no quociente eleitoral, devido a anulação dos votos recebidos pelo PROS e PTB por fraude a cota de gênero nas eleições de 2022. 